# John Ugochukwu
John Ugochukwu Ogu (ur. 20 kwietnia 1988 roku) – nigeryjski piłkarz grający na pozycji pomocnika. Od 2014 jest zawodnikiem Hapoelu Beer Szewa.

## Kariera klubowa
Karierę w Europie rozpoczął w lidze słoweńskiej, w klubie NK Drava Ptuj, gdzie spędził cztery sezony.
W 2011 roku podpisał kontrakt z portugalskim klubem União Leiria. Po spadku zespołu, Ogu przeniósł się do klubu Académica Coimbra.